# 딸아
《딸아》는 1987년 12월 14일부터 1987년 12월 22일까지 방영된 문화방송 월화 미니시리즈이다. 이시카와 타츠조(石川達三)의 원작을 번안하여 방영했다.

## 등장 인물
- 김혜옥 : 아내 역
- 정욱 : 남궁벽 역. 극작가
- 김윤경 : 나정자 역
- 한애경 : 차미례 역
- 권재희 : 설희 역
- 조형기
- 한규희
- 최민경
- 이경순
- 김정하
- 강성욱
- 최삼
- 최한호
- 전신희
- 장선숙
- 임문수
- 차윤회
- 박경현

## 편성 변경
- 1987년 12월 14일 : 1~2회 연속 방영
- 1987년 12월 15일 : MBC 뉴스데스크가 20분 연장 방송함과 특집 〈원로대담 나라의 명운을 생각한다〉 방송으로 결방

| 문화방송 월화 미니시리즈                     | 문화방송 월화 미니시리즈                   | 문화방송 월화 미니시리즈                              |
| 이전 작품                                    | 작품명                                     | 다음 작품                                             |
| -------------------------------------------- | ------------------------------------------ | ----------------------------------------------------- |
| 인생화보 (1987년 11월 9일 ~ 1987년 12월 8일) | 딸아 (1987년 12월 14일 ~ 1987년 12월 22일) | 선생님 우리 선생님 (1988년 1월 11일 ~ 1988년 2월 2일) |